# Махлина, Светлана Тевельевна
Светла́на Те́вельевна Ма́хлина (род. 16 апреля 1941, Кишинёв, Молдавская ССР) — советский и российский культуролог, семиотик, художественный критик, искусствовед. Доктор философских наук (1992), профессор (1993), член Международной Академии информатизации. Заслуженный работник высшей школы Российской Федерации (2002).

## Биография
Родилась в 1941 году в Кишинёве, незадолго до того вошедшем в состав СССР, в семье Тевеля Зельман-Шнееровича Махлина (1908—?) и Юдли (Гули) Иосефовны Нудельман (1908—?). В начале Великой Отечественной войны семья эвакуировалась в Узбекистан.
Окончила Кишинёвский институт искусств имени Г. Музическу по классу фортепиано в 1965 году, затем факультет теории и истории искусства в Институте живописи, скульптуры и архитектуры им. И. Е. Репина в Ленинграде (1969) и аспирантуру в Ленинградской государственной консерватории им. Н. А. Римского-Корсакова (под руководством профессора А.Н. Сохора, 1974). Кандидат философских наук («Проблема художественной условности в связи с некоторыми вопросами содержания и формы в искусстве», 1974), доктор философских наук («Язык искусства в контексте культуры», 1992). Преподавала в вузах Ленинграда и Петрозаводска.
С 1975 года преподаёт на факультете культурологии и социологии в Санкт-Петербургском государственном университете культуры и искусств (профессор кафедры теории и истории культуры, в 1993—2002 годах — проректор по научной работе).
Публикуется с 1967 года. Автор научных работ (в том числе учебных пособий) по теории искусствознания, истории и семиотике культуры, специфике выразительных средств музыки и живописи, проблемам эстетики и творчества художников. Сыграла роль судебного репортёра в фильме Рафферти (1980).
Член Союза художников России с 1983 года.

## Сочинения
- Взаимодействие видов искусства. Ленинград: Общество «Знание» РСФСР, Ленинградское отделение, 1974, 1976.
- Задачи музыкальных школ по эстетическому воспитанию школьников. Тбилиси, 1980.
- Глеб Владимирович Вернер: выставка произведений. Каталог / Авт. вступит. статьи и сост. каталога С. Т. Махлина, А. Б. Ляховицкий. Л. : Художник РСФСР, 1981.
- Молодёжь и искусство. Ленинград: Общество «Знание» РСФСР, Ленинградское отделение, 1986.
- Язык искусства. Ленинград: Ленинградский государственный институт культуры им. Н.К. Крупской, 1990.
- Искусство интерьера. Спб.: Общество «Знание» РСФСР, Ленинградское отделение, 1992.
- Реализм и условность в искусстве. СПб.: Санкт-Петербургский государственный институт культуры им. Н.К. Крупской, 1992.
- Материально-художественная деятельность и эстетическое воспитание (с Л. С. Сысоевой). Томск: Издательство Томского университета, 1993.
- Язык искусства в контексте культуры. СПб.: Санкт-Петербургская государственная академия культуры, 1995.
- Виртуальная реальность в музейном деле. СПб., 1997.
- Русская философия и художественная культура России (с А. И. Новиковым). СПб., 1999.
- Тексты по истории искусства древнего и средневекового Востока. СПб., 2000.
- Семиотика культуры и искусства. Словарь-справочник (в первом издании — подзаголовок «Опыт энциклопедического словаря»). В двух книгах. СПб.: Композитор, 2000 (1-е издание) и 2003 (2-е издание).
- Семиотика сакрально-религиозных представлений. СПб.: Алетейя, 2008, 2017.
- Семиотика культуры повседневности. СПб.: Алетейя, 2009, 2021, 2024.
- Словарь по семиотике культуры. СПб.: Искусство, 2009.
- Лекции по семиотике культуры и лингвистике. СПб.: СПбКО, 2010. — 468 с.
- Повседневность в зеркале жилого интерьера. СПб.: Алетейя, 2012.
- Образы мира в традиционном жилом интерьере. СПб.: Алетейя, 2012.
- Художественные стили в жилом интерьере. СПб.: Алетейя, 2012.
- Знаки, символы и коды культур Востока и Запада. СПб.: Алетейя, 2017. — 473 с.
- Лингвистика и семиотика. Учебник и практикум для вузов. М.: Юрайт, 2021, 2024. — 260 с..
- Художественная культура Востока. Повседневность и праздники. Учебное пособие для вузов. М.: Юрайт, 2021. — 195 с.
- Теория и история народной художественной культуры. Учебник и практикум для вузов. М.: Юрайт, 2021, 2024. — 349 с.